# New Hartford (Iowa)
Pour les articles homonymes, voir New Hartford.
Ne doit pas être confondu avec Hartford (Iowa).
New Hartford est une ville du comté de Butler dans l'Iowa, aux États-Unis.